# Вардоянц, Мкртич Карапетович
Мкртич Карапетович Вардоянц (груз. მკრტიჩ ვარდოიანცი, арм. Մկրտիչ Վարդոյանց, 28 мая 1871, Александрополь, Кавказское наместничество — 6 декабря 1955, Левиль-сюр-Орж, Франция) — грузинский политик, Член Учредительного собрания Грузии (1919—1921).

## Биография
Родился в армянской семье.
В 1892 году окончил 3 класса Тифлисского профессионального училища по специальности слесарь.
Работал автомехаником в главных мастерских Закавказской железной дороги.
С 1898 года — член Российской социал-демократической рабочей партии. С 1902 года жил и работал в Баку. С 1905 года примыкал к фракции «меньшевиков». В 1905 году за участие в революционных выступлениях в Баку был арестован и приговорён к тюремному заключению, в 1906—1907 годах жил в Санкт-Петербурге, и 1910—1911 — в Баку. Третий раз был арестован 30 сентября 1911 года в Баку; бежал из тюрьмы и жил нелегально в Карсе и Тифлисе (1911—1913).
После Февральской революции был избран в ЦК Российского железнодорожного союза. В 1917 — член Совета депутатов рабочих и солдат в Тифлисе. В декабре 1917 года один из основателей и организаторов Красной гвардии Грузии, позже Народной гвардии; Избран в члены Генерального штаба Народной гвардии; был руководителем ремонтной бригады бронепоезда.
В 1918 году подписал Акт независимости Грузии, избран членом парламента Демократической Республики Грузия. 12 марта 1919 года — членом Учредительного собрания Республики Грузия по списку социал-демократической партии Грузии. Работал в Тифлисском депо.
В 1921 году, после советизации Грузии участвовал в движении сопротивления режиму; Работал на Тифлисской ГЭС.
1 апреля 1922 года за антисоветскую агитацию провёл 6 месяцев в тюрьме. 9 октября 1922 года в группе политзаключённых из 62 человек был выслан в Польшу через Москву. Оттуда, с помощью Ладо Ахметели, представителя Демократической Республики Грузия в Германии, перебрался в Германию. 
Первоначально жил в Берлине. 
В октябре 1923 года уехал в Париж. Был рабочим на фабрике Рено. Умер в Левиле под Парижем. Похоронен 10 декабря на грузинском кладбище в Левиле.